# 皮茨頓 (緬因州)
皮茨頓（英語：Pittston）是一個位於美國緬因州肯納貝克縣的市鎮。

## 人口
根據2020年美國人口普查的數據，皮茨頓的面積為86.61平方千米，當中陸地面積為83.32平方千米，而水域面積為3.29平方千米。當地共有人口2875人，而人口密度為每平方千米33人。